# Моревка (Єйський район)
Моревка — селище в Єйському районі Краснодарського краю. Центр Моревського сільського поселення.
Розташована за 24 км на південний-захід від Єйська. На автотрасі Єйськ — Камишуватська.
Моревська птахофабрика.